# Bernád Ágoston (ügyvéd)
Bernád Ágoston (Gyergyószentmiklós, 1890. február 26. – Ocnele Mari, 1950. november 4.) ügyvéd, közösségszervezö. A Székelyek Kolozsvári Társaságának alapító tagja és elnöke.

## Pályafutása
Hátrányos anyagi helyzetben levő székely fiatalok kiképzését, művelését és a kolozsvári székelység összefogását, függetlenül a vallási és társadalmi hovatartozástól, nevezte meg a társaság céljaként.
A második világháború kimenetelekor, közreműködött a szovjet katonai közigazgatás alatt (1944. november 12. – 1945. március 13.) létrehozott  Észak-Erdélyi Központi Tanácsadó Testület  jog- és igazságügyi szakbizottságában. A Magyar Népi Szövetség delegáltjaként részt vett az Országos Demokrata Arcvonal észak-erdélyi konferenciáján.Deutsek-Pásztai Gézával együtt kidolgozta a Kolozs megye közigazgatására vonatkozó nyelvrendeleti jogszabályt.
1948-ban a román politikai rendőrség letartóztatási rendeletet bocsátott ki ellene. Internálása idején vádemelést és bírósági eljárást nem indítottak. Az Ocnele Mari-i börtönben halt meg.

## Élete
Lelkes híve volt és támogatta az új ifjúsági törekvéseket, az egyetemi egyesületért vívott harcot, valamint az Erdélyi Fiatalok mozgalmát.